# Kościół św. Jakuba Apostoła w Lęborku
Kościół świętego Jakuba Apostoła w Lęborku – rzymskokatolicki kościół parafialny znajdujący się w Lęborku, w województwie pomorskim. Należy do dekanatu Lębork diecezji pelplińskiej.

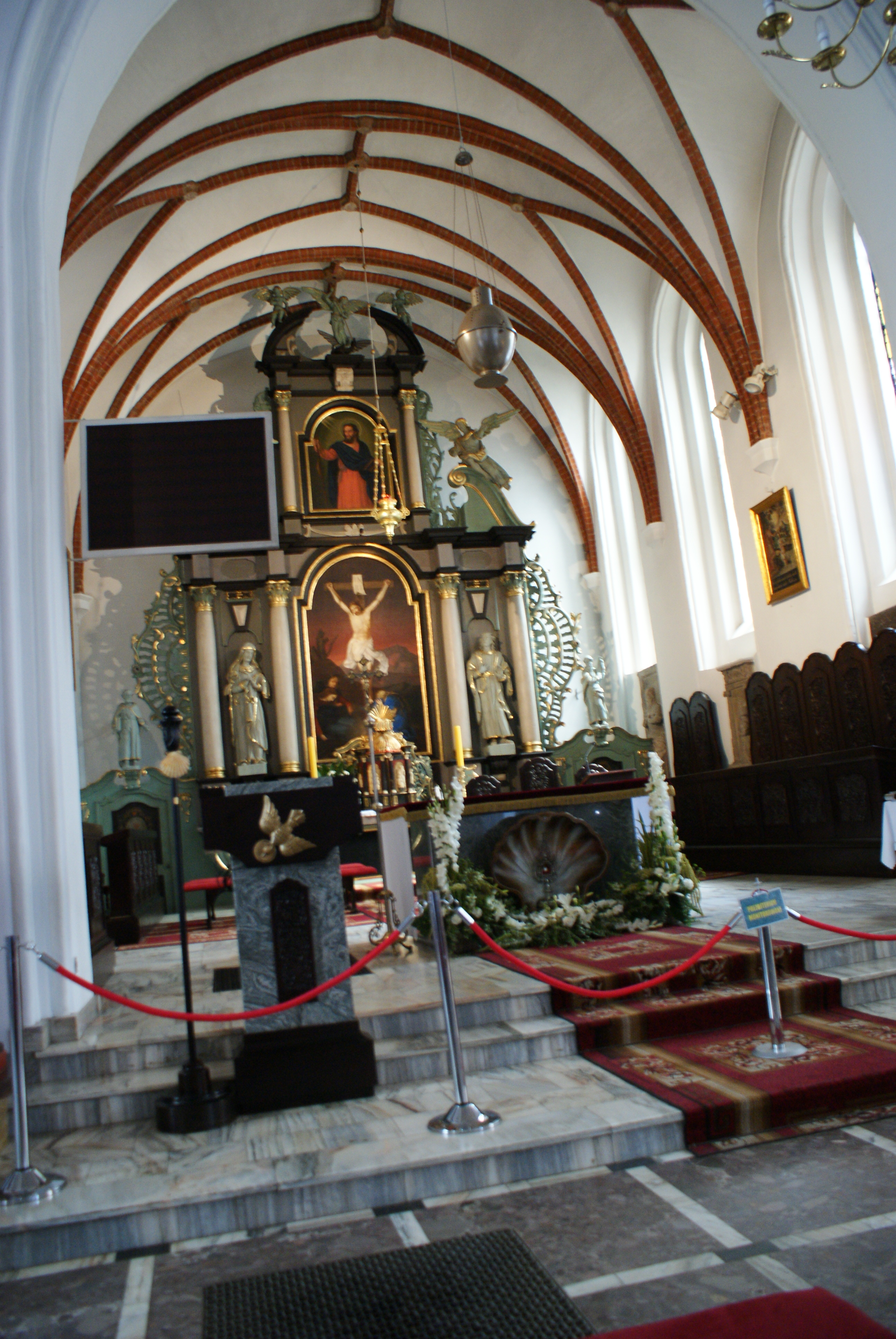
Wnętrze kościoła

Budowla została wzniesiona jako kościół obronny. Przyjmuje się, że jej budowa zakończyła się w 1345 roku, ale nie ma potwierdzenia tego w wiarygodnych źródłach. Dlatego przyjęto, że świątynia powstała na przełomie XIV i XV wieku. Jest to kościół orientowany zbudowany w stylu gotyckim z cegły o wątku gotyckim. Wzniesiono go na rzucie prostokąta, od wschodu znajduje się wyodrębnione prezbiterium. Od strony zachodniej mieści się wieża wzniesiona na planie kwadratu, w niej znajduje się główne wejście ozdobione ostrołukowym portalem. Ściany boczne podparte są przyporami i charakteryzują się dużymi ostrołukowymi oknami. Korpus nawowy świątyni posiada dach dwuspadowy, składający się z dachówek karpiówek ułożonych w koronę. Ośmiokątne, otynkowane filary znajdujące się we wnętrzu dzielą je na trzy nawy. Wnętrze nakrywa sklepienie gwiaździste. Do wyposażenia kościoła należą m.in.: barokowy ołtarz, rokokowa ambona oraz tabernakulum wykonane z kości słoniowej. W zakrystii znajduje się oryginalne sklepienie kryształowe.
10 marca 1945 żołnierze Armii Czerwonej na plebanii kościoła zamordowali stających w obronie kobiet księży Roberta Königa i Franciszka Szynkowskiego oraz rodzinę drugiego z nich. W 2015 odsłonięto tablicę upamiętniającą zbrodnię.
Od 1945 roku kościół znajduje się pod opieką franciszkanów konwentualnych. W dniu 3 marca 1973 roku przy kościele został erygowany ich klasztor.
Dekretem biskupa pelplińskiego Jana Bernarda Szlagi z dnia 25 lipca 2010 kościół św. Jakuba został ustanowiony Sanktuarium św. Jakuba Apostoła Starszego.
Wewnątrz renesansowe płyty nagrobne w południowej ścianie prezbiterium:
- Joachima von Zitzewitza, starosty lęborskiego i bytowskiego (zm. 9/10 kwietnia 1563), z herbami: Zitzewitz, Smuren, Massow, Puttkamer, Borcken, Littowen
- Dorothei von Zitzewitz, jego córki, (zm. 10 kwietnia 1566) z herbami rodowymi ojca i matki von: Zitzewitz i Wejher[6].